# トロパ酸
トロパ酸(Tropic acid)は、3-ヒドロキシ-2-フェニルプロパン酸という正式名を持ち、 HOCH2CHPhCOOHの構造式を持つ化合物である。研究室ではアトロピンやヒヨスチアミンの合成試薬として用いられる。トロパ酸はキラルな物質で、ラセミ体またはどちらかのエナンチオマーとして存在する。

## 利用
トロパ酸はトロピンと反応し、アトロピンを生成する。